# Бридпорт (Вермонт)
Бридпорт (англ. Bridport) — місто (англ. town) в США, в окрузі Еддісон штату Вермонт. Населення — 1225 осіб (2020).

## Демографія
Згідно з переписом 2010 року, у місті мешкало 1218 осіб у 485 домогосподарствах у складі 346 родин. Було 612 помешкання
Расовий склад населення:
| - 96,8 % — білих - 0,6 % — азіатів - 0,2 % — корінних американців - 0,2 % — чорних або афроамериканців - 1,5 % — осіб інших рас |

До двох чи більше рас належало 0,7 %. Частка іспаномовних становила 3,2 % від усіх жителів.
За віковим діапазоном населення розподілялося таким чином: 21,8 % — особи молодші 18 років, 61,5 % — особи у віці 18—64 років, 16,7 % — особи у віці 65 років та старші. Медіана віку мешканця становила 43,9 року. На 100 осіб жіночої статі у місті припадало 101,0 чоловіків;  на 100 жінок у віці від 18 років та старших — 104,5 чоловіків також старших 18 років.
Середній дохід на одне домашнє господарство  становив 76 691 долар США (медіана — 62 159), а середній дохід на одну сім'ю — 89 244 долари (медіана — 71 319). Медіана доходів становила 36 964 долари для чоловіків та 33 800 доларів для жінок. За межею бідності перебувало 10,2 % осіб, у тому числі 14,9 % дітей у віці до 18 років та 1,2 % осіб у віці 65 років та старших.
Цивільне працевлаштоване населення становило 734 особи. Основні галузі зайнятості: освіта, охорона здоров'я та соціальна допомога — 25,3 %, сільське господарство, лісництво, риболовля — 16,8 %, роздрібна торгівля — 10,9 %, транспорт — 7,1 %.